# Gonzalo Ezequiel González
Gonzalo Ezequiel González (Quilmes, Buenos Aires, Argentina, 6 de marzo de 1995) es un futbolista argentino que juega de delantero. Actualmente integra el plantel del Acassuso, de la Primera B Metropolitana.

## Trayectoria
Debutó en Arsenal el 10 de julio de 2015 en la derrota 0-1 contra Gimnasia LP.

## Clubes
| Club               | País      | Año           | PJ | Goles |
| ------------------ | --------- | ------------- | -- | ----- |
| Arsenal de Sarandi | Argentina | 2015          | 2  | 0     |
| El Porvenir        | Argentina | 2016          | 11 | 5     |
| Acassuso           | Argentina | 2016-presente | 24 | 2     |

## Palmarés

### Campeonatos nacionales
| Título    | Club        | País      | Año  |
| --------- | ----------- | --------- | ---- |
| Primera D | El Porvenir | Argentina | 2016 |